# Raimundo de Antioquía
Raimundo de Antioquía (hacia 1195 - Tortosa, 1213) era el hijo mayor del príncipe Bohemundo IV de Antioquía y Plasencia de Gibelet.
Raimundo, de 18 años, murió a manos de la secta de los asesinos en la Catedral de Tortosa (actual Tartús) en 1213. Los hechos y el motivo del asesinato son desconocidos. La participación de la Caballeros Hospitalarios, que era hostil al padre de la víctima, siguió siendo una especulación en las fuentes contemporáneas.
En represalia, en 1214, el príncipe Bohemundo IV, junto con los Templarios, sitió el castillo de Khawabi a unos veinte kilómetros al noreste de Tortosa, pero tuvo que retirarse después de que los señores ayubíes Az-Zahir Ghazi de Alepo y Al-Adil de Damasco se involucran con sus ejércitos en apoyo de los asesinos.